# Waldemar Belizário
Waldemar Belizário (São Paulo, 20 de setembro de 1895 — Ilhabela, fevereiro de 1983) foi um pintor brasileiro, de ascendência italiana, filho de Fortunata Bicego Pellizzari e Antônio Pellizzari. Seu pai era escultor e artista de marchetaria.

## Biografia
Belisário foi criado juntamente com a pintora modernista Tarsila do Amaral e passou parte de sua adolescência estudando na Europa. Participou de diversas exposições durante toda a sua vida, sempre se cercando de grandes nomes das artes nacionais como, Waldomiro Siqueira, Danilo Di Prete, Anatol Wladislaw, Celina Guimarães Pellizzari (com quem se casou) e o fundador do MASP, Pietro Maria Bardi.
Também casou com escritora modernista Patrícia Galvão (a Pagu). O vínculo foi anulado oito dias depois do casório, uma vez que tudo não passava de um plano orquestrado por Tarsila do Amaral e Oswald de Andrade para que a artista pudesse sair da casa de sua família conservadora. Em 28 de setembro, realizada a cerimônia em São Paulo, os noivos Patrícia e Waldemar vão de São Paulo para Santos em lua de mel. Oswald, todavia, os espera, em outro carro, no alto da serra, para assumir, a partir daí, o papel de noivo. 